# Immeuble d'intérêt municipal au Portugal
Au Portugal, est considéré comme immeuble d'intérêt municipal un bien dont la protection et l'évaluation, en tout ou partie, représentent une valeur culturelle de signification prédominante pour une certaine ville. Le classement de biens meubles d'intérêt municipal est seulement possible avec l'approbation des propriétaires respectifs.